# Volvamos Buenos Aires
Volvamos Buenos Aires es una coalición política de la Ciudad de Buenos Aires liderada y creada por Horacio Rodríguez Larreta en 2025 para competir en las elecciones legislativas de ese año.
Este espacio está representado por figuras como el exjefe de gobierno de la ciudad (2015-2023), Horacio Rodríguez Larreta, la senadora nacional por la ciudad, Guadalupe Tagliaferri, el legislador porteño Emmanuel Ferrario, Melisa Balbi, abogada y profesora de Derecho de la Facultad de Derecho y por el exjefe de gobierno de la ciudad (2006-2007) Jorge Telerman.

## Historia

### Creación
Luego de perder las Elecciones Presidenciales PASO 2023 dentro del PRO frente a Patricia Bullrich, Horacio Rodriguez Larreta se opondría al acercamiento a nivel nacional del partido con La Libertad Avanza del presidente Javier Milei.
A mediados de 2024 Larreta decide no participar de la interna del PRO por la renovación de autoridades internas, y decide fundar un proyecto político propio. Inicialmente como ONG o thinktank llamado Movimiento al Desarrollo, el cual cerca de las elecciones legislativas de la Ciudad de Buenos Aires conformaría la alianza Volvamos Buenos Aires.

### Campaña legislativa 2025
El candidato a Legislador Larreta apostó por el apoyo de aquellos desencantados con la gestión de Jorge Macri como Jefe de Gobierno, planteando que puso en crisis a la ciudad y empeoró la situación previa a su mandato, principalmente en cuanto a Higiene Urbana y Seguridad Pública.
En el debate de candidatos, Larreta diría explicitamente que el proyecto político de Volvamos Buenos Aires busca su regreso a la Ciudad como Jefe de Gobierno en 2027.
Luego del escrutinio provisorio de los resultados de las elecciones, ingresaron Larreta, la senadora nacional Guadalupe Tagliaferri y el actual legislador Emmanuel Ferrario, sumándose a las bancas de Graciela Ocaña, Sebastián Nagata y Matías Damián López, siendo un bloque de 6.

## Propuestas

### Educación
La coalición propone:
- Innovación en los programas de los docentes.[13]
- Un mínimo de 192 días de clases.[13]
- Implementación de plataformas digitales adaptativas para la educación de los alumnos.[13]
- 20% de presupuesto en educación del futuro.[13]

### Salud
El espacio propone un foco en la salud mental, creación de espacios de Bienestar Integral que aborden temas de nutrición, salud mental, actividad física y atención médica de forma preventiva. Aparte propone desarrolla el uso de la tecnología y reforzar la atención de los CESAC.

### Transporte
Volvamos Buenos Aires propone rediseñar la ley 670 del Subte con participación de los vecinos. Propone extender el subte y crear nuevas líneas.
También propone crear una red de transportes que incluya bicis, monopatines eléctricos, trasporte público, etc.

### Higiene Urbana
El referente del espacio, Horacio Rodríguez Larreta, ha expresado varias veces que en la ciudad "hay olor a pis". Una de sus propuestas es, aumentar la cantidad de baños públicos de la ciudad.

## Resultados Electorales

### Legislatura Porteña
| Año  | Votos   | %     | Bancas Ganadas | Total de Bancas | Posición |
| ---- | ------- | ----- | -------------- | --------------- | -------- |
| 2025 | 132.500 | 8,08% | 3/30           | 3/60            | Electo   |